# Psychoda formosiensis
Psychoda formosiensis és una espècie d'insecte dípter pertanyent a la família dels psicòdids que es troba a Borneo, Taiwan i les illes Ryukyu.